# Veit Oswald
Veit Oswald (* 31. August 2004 in Landshut) ist ein deutscher Eishockeyspieler, der seit Juni 2022 beim EHC Red Bull München aus der Deutschen Eishockey Liga (DEL) unter Vertrag steht und dort auf der Position des linken Flügelstürmers spielt. Mit den Münchnern gewann Oswald im Jahr 2023 die Deutsche Meisterschaft, ehe er sich am Ende der Saison 2023/24 die Auszeichnung als DEL-Rookie des Jahres sicherte. 

## Karriere

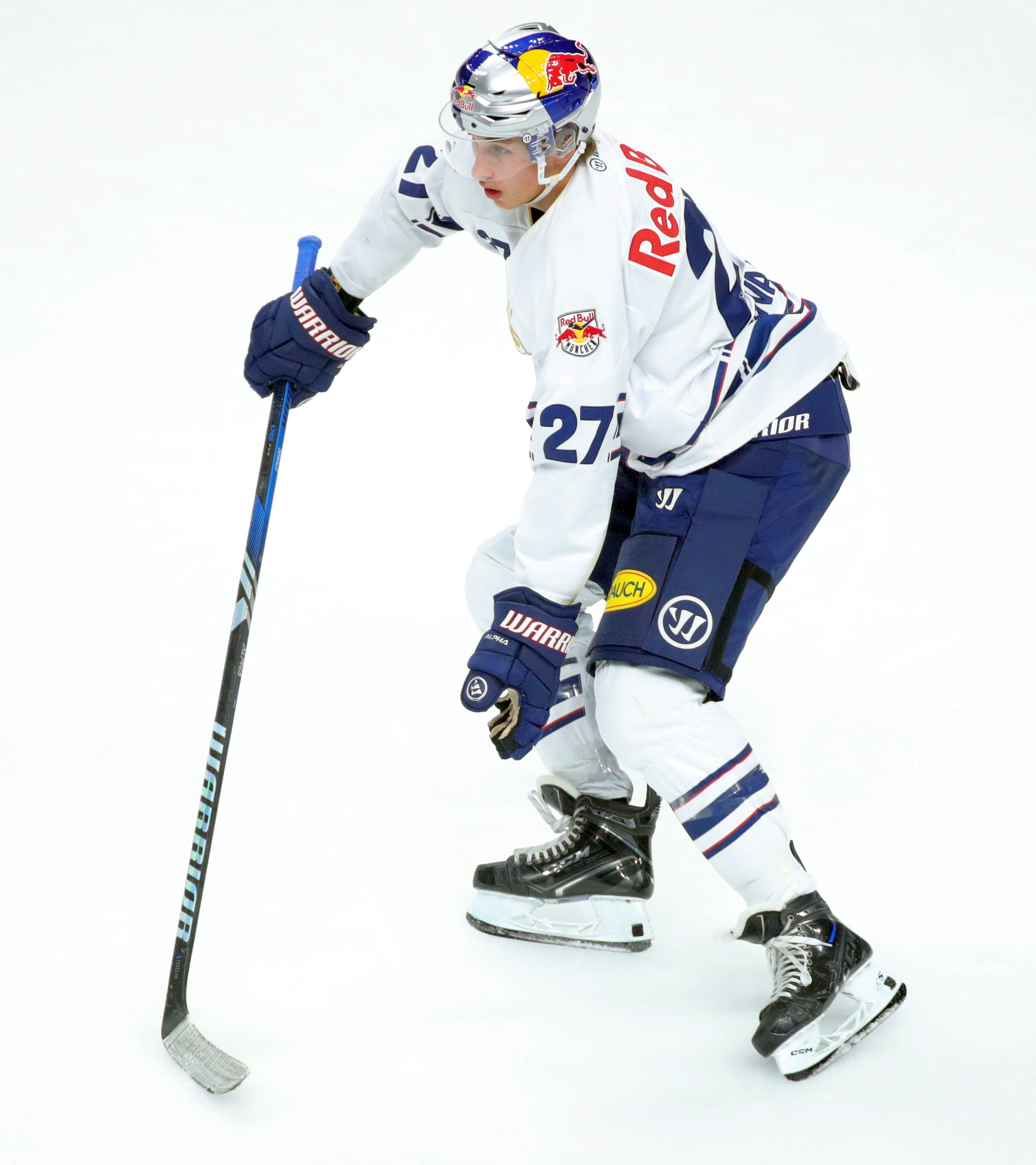
Oswald im Trikot des EHC Red Bull München (2023)

Oswald entstammt dem Nachwuchs des EV Landshut, dem Eishockeyverein seiner Geburtsstadt. Dort spielte der Stürmer bis zum Sommer 2022 in den Nachwuchsmannschaften des Klubs, zuletzt für die U20-Mannschaft in der Deutschen Nachwuchsliga (DNL). Dort konnte er die Hauptrunde der Saison 2021/22 als Topscorer abschließen. Mit seinen 51 Scorerpunkten war er an über 40 Prozent der Landshuter Treffer beteiligt. Aufgrund seiner Leistungen war Oswald für den NHL Entry Draft 2022 gemeldet, wurde jedoch von keinem Franchise der National Hockey League (NHL) in einer der sieben Runden ausgewählt. Lediglich im Entry Draft der Juniorenliga United States Hockey League (USHL) sicherten sich die Lincoln Stars seine Dienste.
Im Juni 2022 wurde der Nachwuchsspieler vom EHC Red Bull München aus der Deutschen Eishockey Liga (DEL) unter Vertrag genommen. Dort wurde Oswald mit einer Förderlizenz ausgestattet, durch die er parallel für den SC Riessersee aus der drittklassigen Oberliga spielberechtigt war. Die Einsätze des Angreifers teilten sich im Verlauf der Spielzeit 2022/23 zu gleichen Teilen zwischen München und Riessersee auf. Für beide Mannschaften stand er in nationalen Wettbewerben 25-mal auf dem Eis und sicherte sich am Saisonende mit dem EHC Red Bull München die Deutsche Meisterschaft. Mit Beginn der Saison 2023/24 war Oswald ausschließlich für München in der DEL spielberechtigt und erhielt nach 17 Scorerpunkten in 38 Saisoneinsätzen die Auszeichnung zum DEL-Rookie des Jahres.

### International
Auf internationaler Ebene kam Oswald bereits ab der Spielzeit 2019/20 für die Juniorennationalmannschaften des Deutschen Eishockey-Bundes zu Einsätzen. Aufgrund der COVID-19-Pandemie dauerte es allerdings bis zum Hlinka Gretzky Cup 2021, ehe der Stürmer sein erstes internationales Turnier absolvierte. In der Folge stand Oswald im Aufgebot bei der U18-Junioren-Weltmeisterschaft 2022, bei der die deutsche U18-Nationalmannschaft den achten Platz belegte. In vier Turnierspielen steuerte er drei Torvorlagen bei. Weitere Einsätze hatte Oswald mit der deutschen U20-Auswahl bei den U20-Junioren-Weltmeisterschaften der Jahre 2023 und 2024. In insgesamt neun WM-Spielen sammelte er sieben Scorerpunkte, 
Sein Debüt in der A-Nationalmannschaft gab Oswald im Februar 2024, als er von Bundestrainer Harold Kreis zu zwei Testspielen gegen die Slowakei eingeladen wurde.

## Erfolge und Auszeichnungen
- 2021 Topscorer der DNL-Hauptrunde
- 2023 Deutscher Meister mit dem EHC Red Bull München
- 2024 DEL-Rookie des Jahres

## Karrierestatistik
Stand: Ende der Saison 2024/25

### International
Vertrat Deutschland bei:
- Hlinka Gretzky Cup 2021
- U18-Junioren-Weltmeisterschaft 2022
- U20-Junioren-Weltmeisterschaft 2023
- U20-Junioren-Weltmeisterschaft 2024

(Legende zur Spielerstatistik: Sp oder GP = absolvierte Spiele; T oder G = erzielte Tore; V oder A = erzielte Assists; Pkt oder Pts = erzielte Scorerpunkte; SM oder PIM = erhaltene Strafminuten; +/− = Plus/Minus-Bilanz; PP = erzielte Überzahltore; SH = erzielte Unterzahltore; GW = erzielte Siegtore; 1 Play-downs/Relegation; Kursiv: Statistik nicht vollständig)